# Francis Schuckardt
Francis Konrad Schuckardt (ur. 10 lipca 1937 w Seattle, zm. 5 listopada 2006) – amerykański duchowny związany z tradycjonalizmem katolickim. W 1959 ukończył studia na uniwersytecie w Seattle, uzyskując stopień licencjata z dziedziny językoznawstwa. Następnie pracował jako nauczyciel w miejscowej szkole średniej.
Podczas studiów wstąpił do katolickiej grupy Blue Army of Our Lady of Fatima. Był krzewicielem maryjnego kultu, dał się poznać jako dobry mówca.
Sceptycznie odnosił się do zmian płynących z Soboru Watykańskiego II. Największe zastrzeżenia wzbudzały: ekumenizm i reformy liturgiczne, które traktował jako protestantyzację Kościoła Katolickiego. W 1967 r. za zgodą biskupa Silvestra Treinena założył Kongregację Maryi Niepokalanej Królowej (Congregatio Mariae Reginae Immaculatae). Wspólnota ta działała przeciwko odnowie posoborowej i nawoływała do zachowania tradycyjnego katolicyzmu. Zostało to potępione w 1969 r. przez władze kościelne.
Wkrótce zaprzyjaźnił się ze starokatolickim biskupem Danielem Brownem. Z jego rąk najpierw otrzymał święcenia kapłańskie, a 1 listopada 1971 r. w Chicago sakrę biskupią i stał się przywódcą nowego ruchu religijnego. Z okazji 10-lecia biskupiej konsekracji Schuckardta, jego Kościół opublikował statystyki, według których skupiał 6 księży, 61 braci, około 120 sióstr. Posiadał seminarium duchowne, klasztor opiekujący się ludźmi starszymi, nieuleczalnie chorymi i niepełnosprawnymi umysłowo, a także kilka placówek poza granicami USA (w Kanadzie, Meksyku, Australii, Nowej Zelandii i Izraelu).
W 1984 r. ogłosił siebie papieżem i przyjął imię Hadriana VII. Urzędował w rodzinnym Seattle. Zmarł na raka 5 listopada 2006 r.